# リッチモンド (インディアナ州)
リッチモンド（英: Richmond）は、アメリカ合衆国インディアナ州東部の都市。ウェイン郡の郡庁所在地である。人口は3万5720人（2020年）。オハイオ州の州境に位置し、近くのボストン郡区には市営空港がある。スター・ピアノ社のガネット・レコーズのスタジオがあり、初期のジャズ音楽の一片を成したことからときどき「レコードジャズの発祥地」とも呼ばれる 。
経済を従来の製造業に依存してきた多くの都市と同じく、最近は新しい経済を構築している。市街には多くの歴史的建造物が残っている。「アメリカの典型的な都市賞」（All-America City Award）に二度選ばれた。

## 地理
リッチモンドは北緯39度49分49秒 西経84度53分26秒 / 北緯39.83028度 西経84.89056度に位置している。

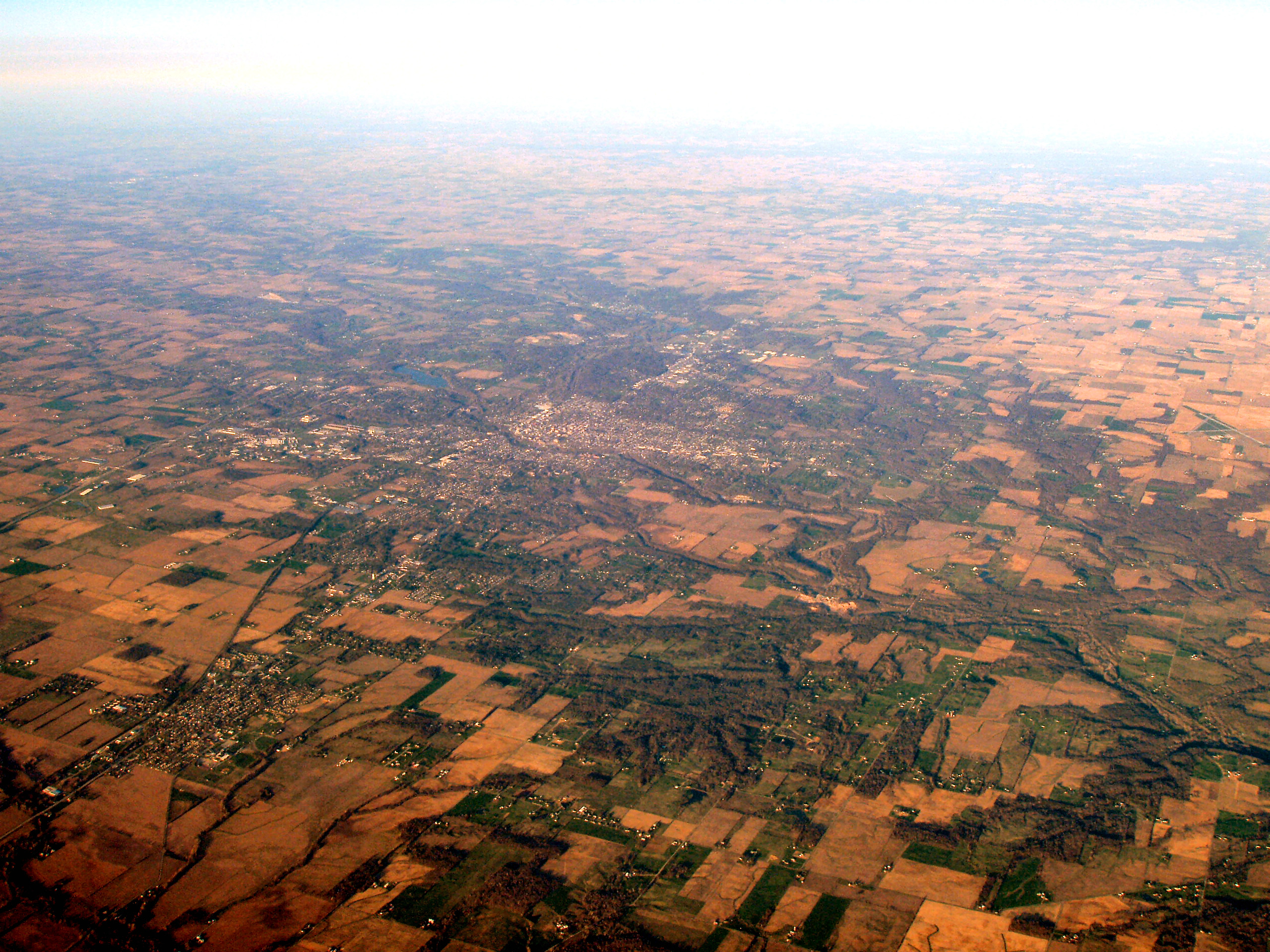
リッチモンドの航空写真。インディアナ州東部には平坦な土地が広がっている

アメリカ合衆国国勢調査局によると、この都市は総面積60.3 km2 (23.3 mi2) である。このうち60.1 km2 (23.2 mi2)が陸地で、0.2 km2 (0.1 mi2) が川や湖などの水域である。総面積のうちの0.26%が水域となっている。

## 人口動静
2000年の国勢調査によると、この都市には39,124人、16,287世帯、及び9,918家族が暮らしている。人口密度は650.8/km2 (1,685.3/mi2) で、293.6/km2 (760.2/mi2) の平均的な密度に17,647軒の住居が建っている。人種の構成は白人86.78%、黒人（アフリカ系アメリカ人）8.87%、先住民0.27%、アジア系0.80%、太平洋諸島系0.06%、その他の人種1.09%、および混血が2.14%で、2.03%の人々がヒスパニックまたはラテン系である。
この都市に住む16,287世帯のうち、27.8%は18歳未満の子どもと暮らしており、43.1%は夫婦で生活している。13.9%は未婚の女性が世帯主であり、39.1%は家族以外の住人と同居している。33.0%は独居で、全世帯の13.7%は65歳以上の独居老人世帯である。1世帯あたりの平均人数は2.29人であり、家庭の場合は2.89人である。
住民は23.4%が18歳未満の子どもで、18歳以上24歳以下が11.0%、25歳以上44歳以下が27.5%、45歳以上64歳以下が21.6%、および65歳以上が16.4%となっている。平均年齢は36歳である。女性100人に対して男性は88.7人いて、18歳以上の女性100人に対しては男性は84.2人いる。
世帯ごとの平均収入は30,210米ドルで、家族ごとでは38,346米ドルである。男性の30,849米ドルに対して女性は21,164米ドルの平均的な収入がある。一人当たりの収入 (per capita income) は17,096米ドルである。総人口の15.7%、家族の12.1%の収入は貧困線以下である。18歳未満の子どもの22.8%及び65歳以上の10.8%は貧困線以下の生活を送っている。
国勢調査局が2009年に公表した文書によると、リッチモンドのあるウェイン郡は離婚率が19.2%と高い水準にある。そのうち生粋の住民54,810人の離婚率は19.4%で、それ以外の人々はゼロである。さらに白人は18.7%で、アフリカ系アメリカ人は11.6%。世代別では45歳から54歳にかけてが一番高く、男性で35%、女性で33.5%となっている。15歳から19歳にかけてはゼロだった。

## 歴史
何千年にもわたりこの地には多種多様な先住民が暮らしてきた。
アメリカ独立戦争の数十年後に人々が西へ西へと進出し始めるとホワイトウォーター川の支流沿いにも開拓地が建設され始め、この地にも1806年にノースカロライナ州からクエーカーの家族がやってきた。そのため、リッチモンドには今もフレンド派合同会議の本部やアーラムカレッジ、アーラム宗教学校などクエーカーに関する施設がある。19世紀中には国道40号線が敷設され、西へ向かう開拓者の幹線道路になった。この道は現在、全国自動車道網の一部になっている。1928年10月28日には全米に12ある女性開拓者の像「マドンナ・オブ・ザ・トレイル」のひとつが建てられ、現在も40号線近くのグレン・ミラー公園の隅に置かれている。
リッチモンドは歌劇団と交響楽団が拠点を置いていた全米で最も小さいコミュニティといわれる。ホワイトウォーター歌劇団は活動を休止しているが、リッチモンド交響楽団は現在も活動しており街の誇りになっている。1899年には全米初のハイスクール学生のみの楽団がウィル・ハートによって結成され、責任者のジョゼフ・E・マディはミシガン州に現在のインターロッケン芸術センターを開設した。
19世紀後半から20世紀初頭にかけてはジョン・エルウッド・バンディ、チャールズ・コナー、ジョージ・ハーバート・ベイカー、モード・コフマン・エジメイヤー、ジョン・アルバート・シーフォードなどの印象派の画家が集うようになり、彼らはリッチモンド派と呼ばれた。市内のリッチモンド美術館は地元とアメリカの美術作品を多く所蔵しているが、その目玉はインディアナ州出身のウィリアム・メリット・チェイスの自画像である。
こうした芸術は製造業を中心とした強固な経済基盤に支えられたものであった。19世紀後半から20世紀中葉にかけては芝刈り機生産の拠点が置かれたため「芝刈り機のメッカ」とも呼ばれた。この地域の事業者では、デイビス、モートーモーワー、ディル＝マグワイア、F&Nなどが大手だった。また、農機製造のガアー＝スコット社はリッチモンドを拠点にしていた。
20世紀初頭にはスクールバスの先駆けである「キッド・ハック」を開発した馬車業者のウェイン・アグリカルチュアル・ワークスが近くのユニオンシティから移転してきた。このほかにも1930年代から40年代にかけてリッチモンドには自動車デザイナーや生産者が数社あった。1950年代にウェイン・ワークスはウェイン・コーポレーションに改称され、その時にはバスとスクールバスの生産企業として知られていた。1967年には事業所を州間高速道路70号線沿いに移転した。同社はスクールバスの安全の技術革新のリーダーになったが、スクールバス業界の統廃合が進んだ1992年に解散された。
1968年4月6日に商業地区でリッチモンド爆発と呼ばれる天然ガスの爆発・火災事故が起こり、数ブロックが焼き払われ41人が死亡、150人以上が負傷した。この事故を題材に「Death in a Sunny Street」（サニー通りの死）という本が発売された。市はその後しばらく商業地区を通るメインストリートを封鎖し、1972年に遊歩道を完成させ、1978年には遊歩道を拡張した。車両通行が再開されたのは1997年になってからで、それも都市再生の取り組みの一環としてだった。
かつてヒルズ・ローズ社によって多種多様なバラが生産されていたことから、リッチモンドは「バラの街」として知られている。この企業は計14万平方メートルもの温室を所有していた。毎年夏にはこの地のバラ産業を尊びリッチモンドバラフェスティバルが開催され、人々でにぎわう。

### KKK
クー・クラックス・クラン（KKK）が復活した1920年代、インディアナ州はD・C・ステファンソンやウォルター・F・ボッサートなどの主導によって全米でもKKK色の強い州になった。当時のエドワード・L・ジャクソン州知事も会員だったほどである。第二次クラン・ムーブメントのころは国内で150万人の会員を擁したが、うち30万人がインディアナ州在住者だった。なかでもウェイン郡はKKKの牙城で、郡の白人男性の45%がKKK会員だった。リッチモンドではキワニス会員の40%、医師の30%、弁護士の27%が会員で、きわめつけに銀行や大手企業幹部のだれもが会員になっていた。1923年には市街でパレードが行われ、3万人がつめかけた 。

## 建築

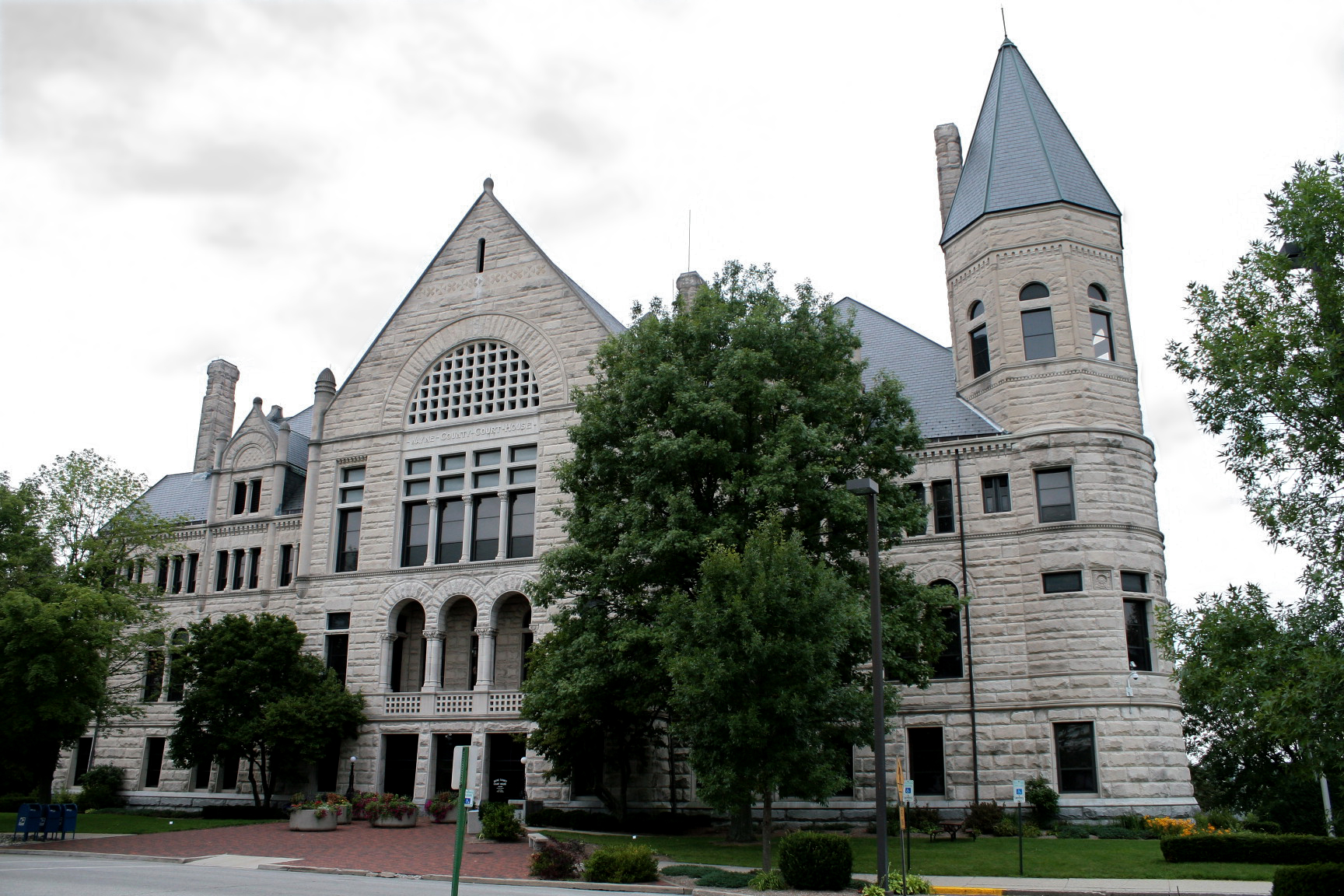
ウェイン郡庁舎
（2009年8月1日）

リッチモンドは歴史的建造物が多くあることでも知られている。2003年にはコーネル大学の建築史家、ミカエルとマリー・ラダント・トムランがインディアナ州歴史協会から「Richmond Indiana: Its Physical Development and Aesthetic Heritage to 1920」という本を出版した。建造物でも有名なものとして、シカゴのダニエル・バーナムによって設計され1902年に建てられたペンシルベニア鉄道駅やシンシナティのジェイムズ・W・マクローリンによって設計され1893年に建てられたウェイン郡庁舎がある。この地を地元に活躍した建築家としてはジョン・A・ヘイスコスター、ウィリアム・S・コーフマン、ステファン・O・イエーツなどが挙げられる。現在、市街ではデポット地区などの5地区や数件の建造物がアメリカ合衆国国家歴史登録財やアメリカ歴史的建造物サーベイに登録されている。

## 教育
リッチモンドにはアーラム大学、インディアナ大学東部校、アイビーテックインディアナコミュニティカレッジ、パーデュー大学科学技術校の4つの高等教育機関がある。また、クエーカーのアーラム宗教学校とブレザレン教会のベサニー神学校の2校の宗教学校がある。リッチモンド高校にはリッチモンド美術館やシビックホールパーファーミング芸術文化センター、さらに全米で5番目に大きな高校のジムであるティアマンセンターなどがある。2002年に創立され、中学部と高学部なら成るシートンカトリック高校は地域で唯一の宗教高校である。最近ではリッチモンドカトリックコミュニティの聖アンドリュー教会のそばに1899年から1936年にかけて存在したセント・アンドリュー高校を基にするセント・アンドリュー小学校が創立された。

## 交通
州間高速道路70号線、149号線、151号線、153号線、156号線が市街を通る。

## メディア
ガネット社が「パラディウム＝アイテム」という日刊紙を発刊している。本格的なラジオ局としてWKBV、WFMG、WQLK、WHON、WKRT、それにアーラムカレッジの学生が運営するWECIなどが挙げられる。また、オハイオ州に本社を置くラジオ局のWCDRとWJYSの中継局がある。この一帯のナショナル・パブリック・ラジオ系列のラジオ局には、ヘイジャーズタウンのWBSHやオックスフォードのWMUBなどがある。
テレビではオハイオ州デイトンのマーケットの一部と見做されており、街に本社を置くテレビ局はトリニティ・ブロードキャスティング・ネットワーク系列のWKOI一社のみである。また、郡全域をカバーするホワイトウォーター・コミュニティ・テレビジョンというケーブルテレビがある。

## 見どころ
- ヘイズ植物園
- ウェイン郡歴史博物館
- リッチモンド美術館
- インディアナ州フットボール殿堂
- アブラム・ガールハウスファーム
- アーラムカレッジ内のジョゼフ・ムーア博物館
- グレン・ミラー公園とマドンナ・オブ・ザ・トレイル像
- オールド・リッチモンド歴史地区
- スター歴史地区
- リッチモンド鉄道駅歴史地区
- リーベストン・プレイス歴史地区
- イースト・メインストリート＝グレン・ミラー公園歴史地区
- リード記念長老派教会（ルイス・カムフォート・ティファニーが内装と窓を、EアンドG・Gフック&ヘイズティングス社がオルガンをデザイン）
- ベセルAME教会（1868年に建設された、州内で最初のAME教会）
- オールドナショナルロードウェルカムセンター（観光局）
- ホワイトウォーター峡谷とガネット・ウェイク・オブ・フェイム（直訳すると“ガネット名声の歩道”）
- カテドラル・グリーンウェイのハイキング道
- モリソン・リーブス図書館と史料館
- アーラム墓地（カルト宗教団体「人民寺院」のジム・ジョーンズの妻で、彼と集団自殺を遂げたマーセライン・ジョーンズも葬られている）
- リッチモンド市民劇場（クラシック映画や子どもの演劇が上演される）

## ゆかりの人物
- メイ・アウフダーヘイド - ラグタイムの作曲家
- ベイビー・ヒューイ - ポピュラー音楽の歌い手
- ポリー・バーゲン（ネリー・ポーリーナ・バージン） - 女優[17]
- クラーク・R・ブラッドリー - プロのロデオ[18]
- ティミー・ブラウン - NFL選手、俳優
- ジェイムズ・D・ケイン - アマチュア無線の著述家、編集者
- ジャネット・ボル・カール - シンシナティ大学のゴルフのヘッドコーチ
- ジョン・ウィルバー・チャップマン - 宗教家
- アル・コビーン - ジャズの音楽家[19]
- テリー・クロス - 沿岸警備隊の副司令官
- デイビッド・W・デニス - 下院議員
- ジョージ・ダニング - アカデミー賞にもノミネートされた作曲家[20]
- ウィーブ・ユーバンク - バスケットボール選手、指導者[21]
- ジャック・エバリー - インディアナポリス交響楽団のポップスオーケストラの指揮者
- バガス・ファーガソン - NFL選手
- ポール・フラットリー - NFL選手、最優秀新人賞受賞者
- ウィリアム・ダッドリー・フォールク - 弁護士、作家
- ノーマン・フォスター - 俳優、ディレクター[22]
- シンギン・サム（ハリー・フランケル） - ラジオパーソナリティ、詩人[23]
- リチャード・T・ジンマン - 米海軍少将
- メアリー・ハース - 言語学者
- ジェフ・ハミルトン - ジャズのドラマー[24]
- デル・ハリス - プロバスケットボール指導者
- マイカジャ・C・ヘンリー - 実業家
- チャールズ・A・ハフナゲル - 人工心臓弁の開発者[25]
- ジョゼフ・ユージ - 医師、医学雑誌の作家
- スティーブン・C・ジャクソン - ギタリスト
- ドミニク・ジェイムズ - マーケット大学のバスケットボール選手で、2006年度ビッグ・イースト・カンファレンス最優秀新人賞受賞者
- チャールズ・フランシス・ジェンキンス - テレビの開発者
- ハロルド・ジョーンズ - ジャズのドラマー[26]
- ジム・ジョーンズ - 人民寺院の開祖
- メルビン・“ディーコン”・ジョーンズ - ブルース音楽のオルガン奏者
- ハリー・キーナン - 俳優[27]
- エスター・ケルナー - 作家
- ダニエル・キンゼイ - 陸上のオリンピック金メダリスト
- マーガレット・ランドン - 「王様と私」（The King and I）の著者[28]
- ジョニー・ローガン - プロバスケットボール選手
- ジョー・ロングストレス - ハープ奏者、俳優[29]
- マイク・ロプレスティ - ガネット社のスポーツ記者
- ラマー・ランディ - フットボール選手
- ケネス・マクドナルド - 俳優[30]
- ダニエル・W・マーモン - 実業家
- ダン・マイトリオーン - 米政府の対反乱作戦の専門家
- オリヴァー・ハザード・ペリー・スロック・モートン - 南北戦争時のインディアナ州知事[31]
- リッチ・マリンズ - キリスト教音楽の音楽家
- アディソン・H・ノーダイク - 実業家
- ウィリアム・ポール・クイン - アフリカ系アメリカ人の司教
- ダニエル・G・リード - 実業家、博愛主義者
- ジョナサン・クラーク・ロジャース - ジョージア大学学長
- ネッド・ロアム - ピューリッツァー賞を受賞した作曲家[32]
- L・リナ・ソーナー - 教師[33]
- クリス・シェンケル - ABCスポーツのキャスター[34]
- ウェンデル・スタンリー - ノーベル賞を受賞した化学者[35]
- D・エルトン・トゥルーブルード - クエーカーの神学者[36]
- ジョン・ジェニングス - NBAコーチ
- ボー・バン・ペルト - プロゴルファー
- マイク・クルーズ - インディアナ州国内外格闘技大会の優勝者
- ダレル・M・ウェスト - 作家、政治学者、政治評論家
- ローレンス・“ラリー”・スパイサー - ファッションデザイナー
- バートン・J・ウェストコット - 自動車メーカー社長
- ガール・ウィリアムズ - 漫画家
- キャロル・ルー・ウッドワード - ジャズバンド「キャロル・ルー・トリオ」のメンバー[37]
- ウィルバー・ライト - 飛行機の発明者[38]

## 姉妹都市
- セルプホフ（ロシア）
- 雲南市（日本） - 旧大東町からの付き合い

## もろもろの情報
現在、リッチモンドにはエジプトのミイラが3体あり、うち1体はウェイン郡歴史博物館に、2体はアーラムカレッジのジョゼフ・ムーア博物館に所蔵されている。